# NGC 6040
NGC 6040 est une lointaine et très vaste galaxie spirale intermédiaire située dans la constellation d'Hercule. NGC 6040 a été découverte par l'astronome français Édouard Stephan en 1870.

## Description
Sa vitesse par rapport au fond diffus cosmologique est de 12 440 ± 6 km/s, ce qui correspond à une distance de Hubble de 183,5 ± 12,8 Mpc (∼599 millions d'al).
NGC 6040 et NGC 6040B (PGC 56942) ont été utilisées par Gérard de Vaucouleurs comme une paire de galaxies de type morphologique SAB(rs)bc + SA(rs)a dans son atlas des galaxies,. Ces deux galaxies sont également inscrites dans l'atlas des galaxies particulières d'Halton Arp sous la cote Arp 122. Notons cependant que Arp a confondu la galaxie PGC 56942 avec la galaxie NGC 6039, erreur que l'on retrouve aussi dans l'atlas des galaxies en interaction Vorontsov-Velyaminov.
Selon la base de données Simbad, NGC 6040 est une galaxie LINER, c'est-à-dire une galaxie dont le noyau présente un spectre d'émission caractérisé par de larges raies d'atomes faiblement ionisés. En raison d'une brillance de surface égale à 14,10 mag/am2, on peut qualifier NGC 6040 de galaxie à faible brillance de surface (LSB en anglais pour low surface brightness). Les galaxies LSB sont des galaxies diffuses (D) avec une brillance de surface inférieure de moins d'une magnitude à celle du ciel nocturne ambiant.
La distance de Hubble de PGC 56942 est égale à 182 ± 13 Mpc (∼594 millions d'al), soit presque la même que celle de NGC 6040. Ces deux galaxies forment donc une paire physique en interaction gravitationnelle,.
NGC 6040 et PGC 56942 font partie du superamas d'Hercule. Steinicke utilise la désignation DRCG 34-... pour plusieurs galaxies du superamas d'Hercule. Cette désignation indique que ces galaxies figurent au catalogue des amas galactiques d'Alan Dressler. Le nombre 34 correspond au 34e amas du catalogue, soit Abell 2151, et les chiffres suivant 34 et le tiret indiquent le rang de la galaxie dans la liste.
Pour NGC 6040 (NGC 6040A), la base de données NASA/IPAC utilisent les désignations suivantes :
- ABELL 2151 : [D80] 067 pour le catalogue de Dressler ;
- ABELL 2151 : [MGT95] 043 pour l'article Maccagni, Garilli et Tarenghi[12].

NGC 6040 et PGC 56942 (à droite) par le télescope spatial Hubble.